# Demon Gaze
Demon Gaze (デモンゲイズ?, Demon Geizu) è un videogioco di ruolo sviluppato da Kadokawa Games e Experience per la PlayStation Vita, pubblicato il 24 gennaio 2013.
Il gioco è ambientato millenni dopo gli eventi del suo prequel, Students of the Round, creato dagli stessi sviluppatori. Il giocatore controlla Oz, un ragazzo che possiede il potere di un occhio magico, in grado di sigillare i demoni. Il gameplay si divide fra l'esplorazione dei dungeon e momenti nella taverna del gioco, in cui si possono stringere rapporti con NPC e spendere soldi guadagnati.

## Modalità di gioco
Nel gioco, come già detto si assume il ruolo di Oz, ragazzo dal misterioso occhio magico che gli conferisce l'abilità di sigillare i demoni. Il gioco permette di creare personaggi secondari che possono aiutarlo nelle sue missioni, scegliendo tra 7 classi e 5 razze differenti. Ci sono 45 illustrazioni di personaggi in tutto, le quali possono essere cambiate "facendo un bagno". I demoni nel gioco sono in parte macchine, e alcuni possono trasformarsi. Dopo che i demoni sono stati sconfitti, il giocatore può evocarli in battaglia.
Oz viaggia attraverso i dungeon di Mythrid per uccidere i demoni e ottenere tesori, per poi tornare in città con il suo bottino. Il bottino può essere usato per pagare l'affitto alla taverna della Principessa Drago o per migliorare la squadra del giocatore. Mentre si è alla taverna, i giocatori possono conversare con altri NPC tra i quali Fran Pendor, il barista, può offrire della sidequest segrete. Nel gioco sarà possibile anche cambiare la difficoltà in corso tramite alcune stanze nei dungeon o dialoghi con alcuni NPC.

### Mondo
Il mondo di Mythrid, è diviso in sei regioni: il castello di Grimodal, la Città Vecchia (Rossa e Blu), il Cimitero degli Schiavi, il Sipario degli Alberi Stella e la Taverna della principessa Drago.

## Sviluppo
L'uscita del gioco in Giappone è avvenuta il 24 gennaio 2013. Alcuni mostri dal prequel, Students of the Round, sono presenti in Demon Gaze ma il gioco presenta anche nuovi dungeon e nuovi demoni-macchine. Il gioco include alcuni doppiatori Giapponesi famosi quali Saori Hayami, Atsuko Tanaka e Yukari Tamura.